# Wereldhave
Wereldhave N.V. é uma empresa holandesa do sector imobiliário fundada em 1930 e sediada no World Trade Center, no Aeroporto de Amesterdão Schiphol.